# Salsa HP

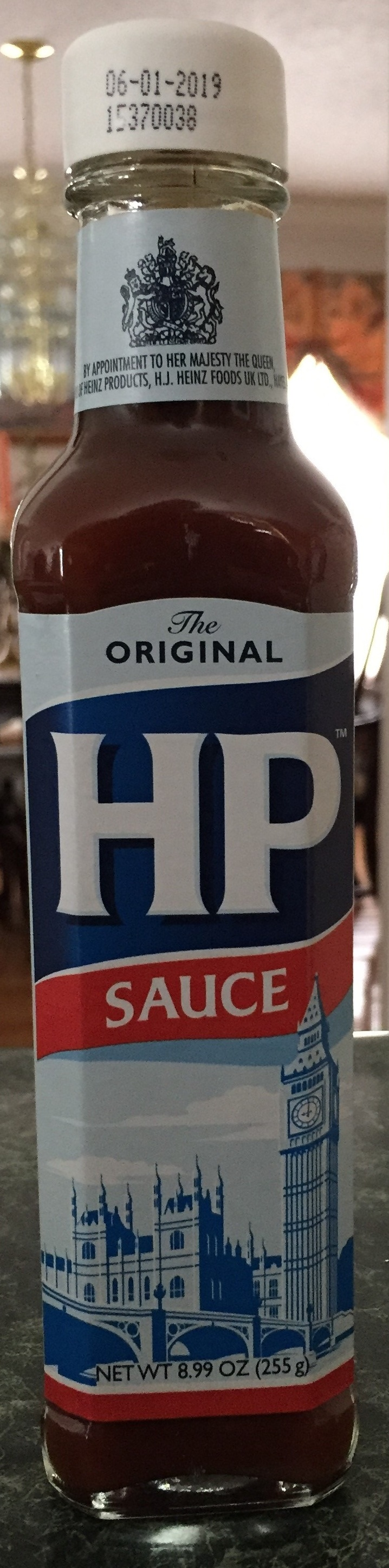
a salsa HP (HP Sauce)

Salsa HP o Brown sauce (salsa marrón, en inglés) es un condimento: una popular steak sauce elaborada por la empresa HP Foods que en la actualidad se elabora en H.J. Heinz en la ciudad de Elst (Holanda). Se trata de una salsa elaborada a base de vinagre de malta, dicha salsa se aligera con zumos de frutas y especias. El condimento suele ser servido junto con alimentos fríos o calientes. A veces como condimento para sopas o estofado. Es una de las salsas marrones más conocidas en Reino Unido y Canadá así como una de las más comercializadas, con un 71% del mercado inglés.

## Historia
La receta original de la salsa HP (HP Sauce) fue desarrollada por Frederick Gibson Garton, un tendero de Nottingham. Frederick registró el nombre como H.P. Sauce en 1896 y lo denominó así por ser el nombre de un restaurante en el Palacio de Westminster donde comenzó a servir. Durante mucho tiempo en esos comienzos las botellas portaban imágenes en sus etiquetas del Palacio de Westminster. Garton vendió finalmente la marca y la receta HP por la suma de £150 y el contrato acabó finalmente en impago por Edwin Samson Moore. Moore, el fundador de Midlands Vinegar Company (el precursor de HP Foods) que posteriormente lanzara la salsa HP en 1903. Algunas historias sugieren que el nombre de HP fue derivado de Harry Palmer. Se menciona que H. Palmer fue la persona que realmente inventó la receta y comercializó el producto como "Harry Palmer's Famous Epsom Sauce". Esta versión de la historia establece que Palmer, un apostador ávido de Epsom Races, se encontró forzado a vender la receta a Garton para cubrir sus deudas. Sin embargo, no existen evidencias en la historia oficial de la marca que muestren la existencia de Palmer, o la reclamación del desarrollo histórico de la receta.

## Variedades
La salsa HP se ofrece en una variedad de formatos y sabores, siempre ha sido relevante la característica botella de forma rectangular. Poco a poco se fue incluyendo los sabores afrutados a la receta original. Los sabores van desde zumo de naranja hasta mango, todos ellos empleados para dar sabor más ácido. La variedad se ha denominado como "HP Chicken & Rib" en Canadá y en Estados Unidos. La variante de la salsa HP BBQ es uno de los productos más importantes en Inglaterra.